# Bemisia tuberculata
Bemisia tuberculata là một loài côn trùng cánh nửa trong họ Aleyrodidae, phân họ Aleyrodinae.
Bemisia tuberculata được Bondar miêu tả khoa học đầu tiên năm 1923.